# Helsinki Ice Hall
Helsinská ledová hala (finsky Helsingin jäähalli, švédsky Helsingfors ishall) je krytá aréna v Helsinkách ve Finsku.
Helsinská ledová hala je od roku 1966 domovskou arénou domácího klubu HIFK. Od roku 1967 až do roku 1997 byla také domovskou arénu Jokeritu, následně však tento tým přesídlil do nové Hartwall Areny.
Helsinská ledová hala bývala hlavním dějištěm většiny významných finských akcí na ledě a koncertů v krytých arénách, mnoho těchto událostí se však nyní koná v novějších arénách, jako je Gatorade Center z roku 1990, Hartwall Arena z roku 1997 a Tampere Deck Arena z roku 2021. Aréna však stále zůstává místem využívaným pro koncerty, konference, výstavy a sportovní akce.

## Události
- Mistrovství světa juniorů v ledním hokeji 2016
- Mistrovství světa ve florbale 2020
- Mistrovství světa v ledním hokeji 2022